# Chata wuja Toma
Chata wuja Toma (ang. Uncle Tom’s cabin: or, Life among the lowly) – powieść Harriet Beecher Stowe, publikowana w odcinkach w latach 1851–1852 w tygodniku "The National Era", wydana w 1852 w Bostonie w wydawnictwie „John P. Jewett and Company”.
Powieść porusza temat czarnoskórych niewolników żyjących na południu USA. Impulsem do jej napisania było uchwalenie w 1850 roku przez Kongres Stanów Zjednoczonych ustawy przeciwko ukrywaniu zbiegłych, czarnoskórych niewolników (kompromis 1850 roku). Książka, ukazująca przemoc i bezwzględność z jaką traktowano Afroamerykanów, stała się ważnym ideowym argumentem liberalnej Północy w walce o zniesienie niewolnictwa.

## Wydania
Wydana była najpierw w periodyku National Era jako Uncle Tom’s Cabin; or Life Among the Lowly w 40 odcinkach, ukazujących się co tydzień (począwszy od 5 czerwca 1851 roku), później w wydaniu książkowym (ukazało się ono 20 marca 1852 roku). Należy do najbardziej znanych dzieł literatury amerykańskiej. W XIX wieku liczbą sprzedanych egzemplarzy ustępowała jedynie Biblii, w ciągu roku od publikacji sprzedano 300 tysięcy egzemplarzy książki w samych tylko Stanach Zjednoczonych.
Została przetłumaczona na wiele języków, w tym na język polski (fragmenty począwszy od 1853 roku). Pierwszy pełny przekład F. Dydackiego ukazał się we Lwowie w 1853 roku; drugi W. Przybylskiego i I. Iwickiego w Wilnie w 1860. Kolejne przekłady wydane zostały w 1865 (Warszawa) i w 1901 roku. Przekład autorstwa Ireny Tuwim i Juliana Stawińskiego ukazał się drukiem w 1954. Na podstawie oryginału, Stanisław Stampf’l napisał adaptację, która ukazała się w 1965.

## Ekranizacje
Powieść była wielokrotnie ekranizowana, m.in. w 1965 (koprodukcja) i 1987 (USA).